# Шао Чжилинь
Ша́о Чжили́нь (кит. упр. 邵致霖, пиньинь Shào Zhìlín; род. 12 июня 1995, Харбин) — китайский кёрлингист, участник команды Китая на чемпионатах мира 2018 и 2019.

## Достижения
- Кубок мира по кёрлингу 2018/2019: серебро (финал).
- Тихоокеанско-азиатский чемпионат по кёрлингу: серебро (2017, 2018).
- Тихоокеанско-азиатский чемпионат по кёрлингу среди юниоров: золото (2012, 2013, 2014), серебро (2015).

## Команды
| Сезон   | Четвёртый                            | Третий                               | Второй        | Первый        | Запасной                         | Тренер                                 | Турниры                                                       |
| ------- | ------------------------------------ | ------------------------------------ | ------------- | ------------- | -------------------------------- | -------------------------------------- | ------------------------------------------------------------- |
| 2011—12 | Ма Сююэ                              | Xiao Shicheng                        | Цзян Дунсюй   | Шао Чжилинь   | Zhang Zhongbao                   | Wang Zi                                | ТАЧЮ 2012 · ЧМЮ 2012 (7 место)                                |
| 2012—13 | Цзоу Цян                             | Шао Чжилинь                          | Zhang Tianyu  | Liang Shuming | Лин Чжи                          | Ma Yongjun                             | ТАЧЮ 2013                                                     |
| 2013—14 | Ван Цзиньбо (ТАЧЮ) Шао Чжилинь (ЧМЮ) | Шао Чжилинь (ТАЧЮ) Ван Цзиньбо (ЧМЮ) | Лин Чжи       | Liang Shuming | Zhang Tianyu                     | Чжан Чжипэн                            | ТАЧЮ 2014 · ЧМЮ 2014 (10 место)                               |
| 2014—15 | Ван Цзиньбо                          | Шао Чжилинь                          | Сюй Цзинтао   | Zhang Tianyu  | Zhao Ran                         | Ван Фэнчунь                            | ТАЧЮ 2015                                                     |
| 2016—17 | Ма Сююэ                              | Ван Цзиньбо                          | Wang Jingyuan | Zhang Tian Yu | Шао Чжилинь                      |                                        |                                                               |
| 2017—18 | Цзоу Дэцзя                           | Цзоу Цян                             | Сюй Цзинтао   | Шао Чжилинь   | Ма Яньлун                        | Марсель Рок                            | ТАЧ 2017 · ЧМ 2018 (12 место)                                 |
| 2018—19 | Цзоу Цян                             | Ван Чжиюй (ТАЧ) Цзян Дунсюй (КМ)     | Шао Чжилинь   | Сюй Цзинтао   | Цзян Дунсюй (ТАЧ) Ба Дэсинь (ЧМ) | Чжан Чжипэн, Даниэль Рафаэль (ТАЧ, ЧМ) | ТАЧ 2018 · КМ 2018/19 (2 этап) (5 место) · ЧМ 2019 (11 место) |

(скипы выделены полужирным шрифтом)

## Частная жизнь
Начал заниматься кёрлингом в 2004 году, в возрасте 10 лет.
Не женат. Проживает в городе Харбин.